# When You Say Nothing at All
When You Say Nothing at All ist ein Country-Lied von Keith Whitley, das im Mai 1988 erschien. Bekanntheit erlangte es auch als Ballade durch den irischen Sänger Ronan Keating, die als Single im Jahr 1999 zum Nummer-eins-Hit avancierte.

## Entstehung und Veröffentlichung
Geschrieben wurde das Lied gemeinsam von Paul Overstreet und Don Schlitz. Für die Produktion zeichneten der Interpret selbst, zusammen mit Garth Fundis, verantwortlich.
Die Erstveröffentlichung von When You Say Nothing at All erfolgte am 31. Mai 1988 bei RCA Records, als Teil von Whitleys zweiten Studioalbum Don’t Close Your Eyes (Katalognummer: 6494-2-R). Im August desselben Jahres erschien das Lied als Singleauskopplung aus dem Album. Diese erschien als 7″-Single mit der B-Seite Lucky Dog (Katalognummer: 8637-7-R).

## Rezeption
„Keith did a great job singin’ that song, he truly sang it from the heart.“

„Keith hat mit diesem Lied großartige Arbeit geleistet, er hat es wirklich von Herzen gesungen.“

## Kommerzieller Erfolg
Nach drei Top-10-Erfolgen erreichte When You Say Nothing at All wie sein Vorgänger Don’t Close Your Eyes Platz eins der Billboard Country Songs. When You Say Nothing at All stieg am 17. September 1988 auf Platz 61 in die Charts ein. Schrittweise erreichte das Lied Platz eins, wo es zwei Wochen lang verblieb. Dies war der zweite von fünf aufeinanderfolgenden Country-Nummer-eins-Hits für Whitley.
| ChartsChartplatzierungen               | Höchstplatzierung | Wochen |
| -------------------------------------- | ----------------- | ------ |
| Vereinigte Staaten (Billboard Country) | 1 (22 Wo.)        | 22     |

## Coverversionen

### Alison Krauss
1994 nahm Alison Krauss When You Say Nothing at All zusammen mit ihrer Band Union Station für ein Tributealbum für Keith Whitley auf. Krauss war von dem Erfolg des Liedes selbst völlig überrascht. Mit ihrer Version des Liedes schaffte sie es auf Platz drei der Billboard Country Songs.

### Ronan Keating
When You Say Nothing at All war 1999 die erste Singleauskopplung des Debütalbums Ronan des irischen Künstlers Ronan Keating. Diese Version wurde 1999 für den Film Notting Hill als Soundtrack aufgenommen. Am 26. Juli 1999 wurde das Lied in Großbritannien veröffentlicht, wo es zum Nummer-eins-Hit avancierte, genauso wie in Irland und Neuseeland. Im deutschsprachigen Raum schaffte es das Lied in die Top 10.
| ChartsChartplatzierungen     | Höchstplatzierung | Wochen |
| ---------------------------- | ----------------- | ------ |
| Deutschland (GfK)            | 6 (18 Wo.)        | 18     |
| Österreich (Ö3)              | 5 (15 Wo.)        | 15     |
| Schweiz (IFPI)               | 4 (25 Wo.)        | 25     |
| Vereinigtes Königreich (OCC) | 1 (23 Wo.)        | 23     |

| ChartsJahrescharts (1999) | Platzierung |
| ------------------------- | ----------- |
| Deutschland (GfK)         | 49          |
| Österreich (Ö3)           | 38          |

Auszeichnungen für Musikverkäufe

| Land/Region                  | Auszeichnungen für Musikverkäufe (Land/Region, Auszeichnung, Verkäufe) | Verkäufe  |
| ---------------------------- | ---------------------------------------------------------------------- | --------- |
| Australien (ARIA)            | Platin                                                                 | 70.000    |
| Belgien (BRMA)               | Gold                                                                   | 25.000    |
| Dänemark (IFPI)              | Platin                                                                 | 90.000    |
| Deutschland (BVMI)           | Gold                                                                   | 300.000   |
| Italien (FIMI)               | Gold                                                                   | 35.000    |
| Neuseeland (RMNZ)            | 2× Platin                                                              | 60.000    |
| Norwegen (IFPI)              | Gold                                                                   | 10.000    |
| Schweden (IFPI)              | Platin                                                                 | 30.000    |
| Spanien (Promusicae)         | Gold                                                                   | 30.000    |
| Vereinigtes Königreich (BPI) | 2× Platin                                                              | 1.200.000 |
| Insgesamt                    | 5× Gold · 7× Platin ·                                                  | 1.850.000 |